# Équipe du Guatemala de rugby à XV
L'équipe du Guatemala de rugby à XV est la représentante du Guatemala dans les compétitions de Sudamérica Rugby.

## Histoire
La pratique du rugby au Guatemala apparaît en avril 2007 à l'initiative de l'Américain Josh Macy et du Guatémaltèque Pedro Hecht, et d'amis locaux, fondant un club de rugby à Quetzaltenango, le Xela Rugby Football Club. Quelques mois plus tard, des étudiants de retour de cursus suivis à l'étranger introduisent également le sport dans la capitale Guatemala. Après ces prémices, le premier match officiel joué au Guatemala a lieu le 20 octobre 2007 à Quetzaltenango, entre le Xela RFC et les Jaguares, l'équipe de la capitale.
Une première sélection nationale est formée deux mois plus tard, à l'invitation des nations voisines du Costa Rica et du Panama, dans le cadre d'un tournoi d'Amérique centrale organisé sur un jour sous le nom de « Coupe des Trois Nations », le 15 décembre 2007. L'équipe est alors surnommée les Jaguares, d'après le nom du club de la capitale, tandis que l'acte fondateur de l'association destinée à gérer la pratique du rugby au niveau national est signé le même jour.